# Chen Po-liang
Chen Po-liang (xinès tradicional: 陳柏良, pinyin: Chén Bǎiliáng; Kaohsiung, 11 d'agost de 1988) és un futbolista professional taiwanés que exerceix de migcampista per a l'equip xinés Changchun Yatai. També és capità de la selecció de futbol de Taiwan.

## Carrera
El 2003, Chen va ser el màxim golejador del Campionat Nacional de Futbol Sala, en què va marcar 28 gols amb el Minzu Junior High School de Kaohsiung. El 2006 va guanyar la Bota d'Or a la lliga de futbol secundària jugant per a l'institut de Chung Cheng. Per consell del seu professor, Chao Jung-jui, va fer diverses proves a equips japonesos com la Universitat Chukyo, Yokohama F. Marinos, FC Gifu i el FC Kariya.
Per a 2010 ja se'l considerava com el futbolista més prominent del país i capità de la selecció. L'agost d'aquell any se li va impedir disputar la fase final de la primera divisió per haver fitxat per un equip diferent entre fases.

### TSW Pegasus
Es va incorporar al club de futbol de Hong Kong TSW Pegasus FC el 21 de gener de 2011, finalitzant la temporada en tercera posició. Va marcar un total de 3 gols per al club a la mitja temporada en què hi va estar, fitxant pel Taipower el juny del 2011.

### Taipower
A Taipower, va guanyar l'AFC President's Cup del 2011, fent 1 gol i 1 assistència a la final. Va ser el primer títol asiàtic de qualsevol club de futbol de Taiwan. Chen Po-Liang va ser votat com el jugador més valuós del torneig.

### Shenzhen Ruby
El 2 de desembre de 2011, es va anunciar que Chen fitxaria pel Beijing Baxy FC amb un traspàs 25.000 RMB. Tanmateix, Chen fitxaria finalment per un altre club de la lliga xinesa, el Shenzhen Ruby, el febrer de 2012.

### A la Xina
Al desembre de 2013, la Superlliga Xinesa va anunciar que el Shanghai, Groenland, Shenhua, havia fitxat pel futbolista. L'11 de febrer de 2015, Chen va ser traspassat al Hangzhou Greentown.
El 12 de març de 2020, Changchun Yatai va anunciar el fitxatge de Chen.

## Carrera internacional
Chen va ser nomenat capità de la selecció del Taiwan l'agost del 2009. És el capità més jove de la història del combinat.
El 3 de juliol de 2011, en la tornada d'un partit classificatori per al Mundial 2014 davant Malàisia, Chen Po-Liang va marcar un penal, però fallà un segon, fet que suposà l'eliminació de l'equip per la regla dels gols fora de casa. En acabar el partit, el capità va plorar descontroladament i va demanar disculpes als 15.000 aficionats que van assistir al partit a l'estadi municipal de Taipei.